# Eska Music Awards

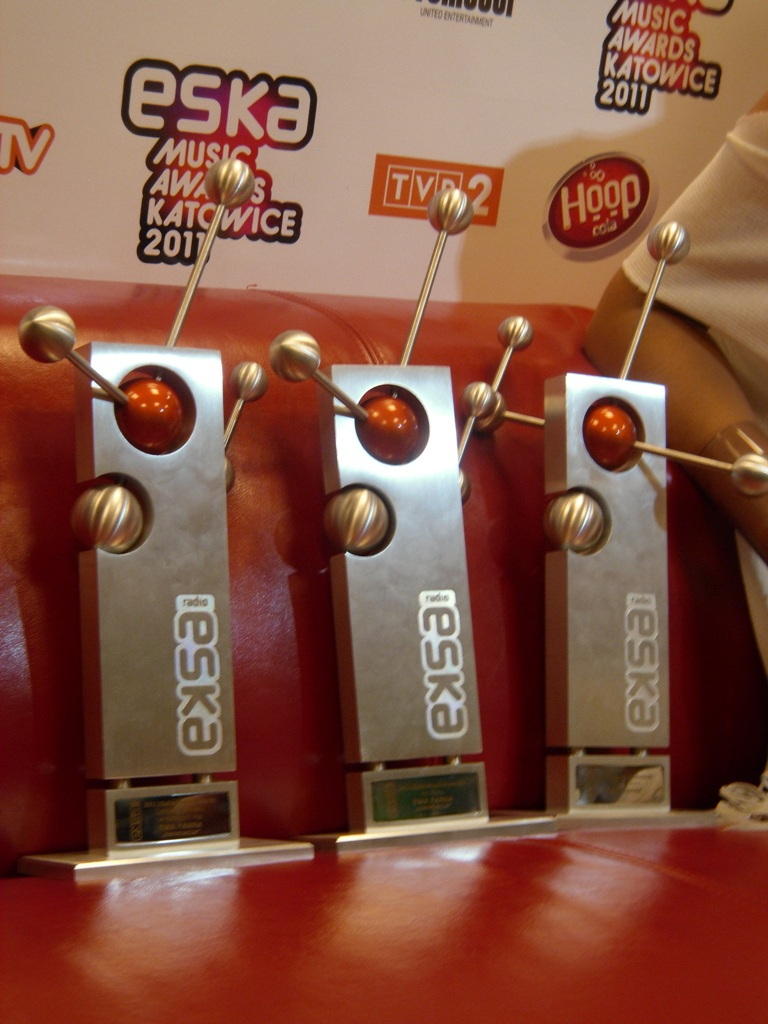
Un grup de premii Eska

Eska Music Awards (EMA) este un grup de premii muzicale, naționale și internaționale, oferite anual, începând cu anul 2002, de către postul de radio polonez specializat în muzică Radio Eska. Ceremonia are loc în Łódź, Polonia, în luna aprilie a anului următor.

## Descriere
Printre câștigătorii premiilor se numără și Alexis Jordan, t.A.T.u., 3 Doors Down, The Rasmus, Mattafix, Melanie C, Sugababes, Razorlight, September, Craig David, The Killers, Matt Pokora, Katy Perry, Lady Gaga, Sunrise Avenue, OneRepublic, White Lies, Kesha, Basshunter, Inna și mullți alții. 